# Cláudio Duarte
Cláudio Roberto Pires Duarte (São Jerônimo, 9 de maio de 1951), é um ex-técnico e ex-futebolista brasileiro que atuava como lateral-direito. Foi comentarista esportivo na Rádio Bandeirantes Porto Alegre, até 16 de outubro de 2019, quando foi dispensado.
Quando técnico, comandou o Juventude, o Grêmio, o Remo, o Gama e o Internacional, entre outros.

## Carreira como jogador
Lateral-direito, fez parte da grande equipe do Internacional da década de 1970, conquistando seis títulos gaúchos e dois do Campeonato Brasileiro.
Cláudio também foi durante algum tempo comentarista da RBS TV,da TV2 Guaíba e da Rádio Guaíba. Também fez participações esporádicas na Band RS e Rádio Grenal. Também TV Globo, SporTV e Premiere.

## Títulos

### Como jogador
Internacional
- Campeonato Gaúcho: 1969, 1970,1971, 1972, 1973, 1974, 1975, 1976
- Campeonato Brasileiro: 1975, 1976

### Como técnico e dirigente
Internacional
- Campeonato Brasileiro: 1979
- Campeonato Gaúcho: 1978, 1981, 1991, 1994, 2003

Grêmio
- Campeonato Gaúcho: 1989
- Copa do Brasil: 1989

Gama
- Campeonato Brasilense: 2001